# Kanton Javie
Kanton Digne-les-Bains-Est (franc. Canton de La Javie) – kanton w okręgu Digne-les-Bains w departamencie Alpy Górnej Prowansji (franc. Alpes-de-Haute-Provence) w regionie Prowansja-Alpy-Lazurowe Wybrzeże (franc. Provence-Alpes-Côte d’Azur). W jego skład wchodzi 6 gmin:
- Archail
- Beaujeu
- Le Brusquet
- Draix
- La Javie
- Prads-Haute-Bléone[2].

W kantonie w 2012 roku zamieszkiwało 1805 osób.